# Lac Allen
Pour les articles homonymes, voir Allen.
Le lac Allen (en anglais : Lake Allen) est un lac américain dans le comté de Pierce, dans l'État de Washington. Il est situé à 1 399 mètres d'altitude au sein de la Mount Rainier Wilderness, dans le parc national du mont Rainier.